# Société des touristes du Dauphiné
 (juillet 2016).
La Société des touristes du Dauphiné (STD) est un club de montagne de Grenoble, en France, créé le 24 mai 1875, adhérent de la Fédération française de la montagne et de l'escalade, proposant diverses activités liées à ce milieu : alpinisme, escalade, ski de randonnée et randonnée pédestre.

## Historique et objectifs

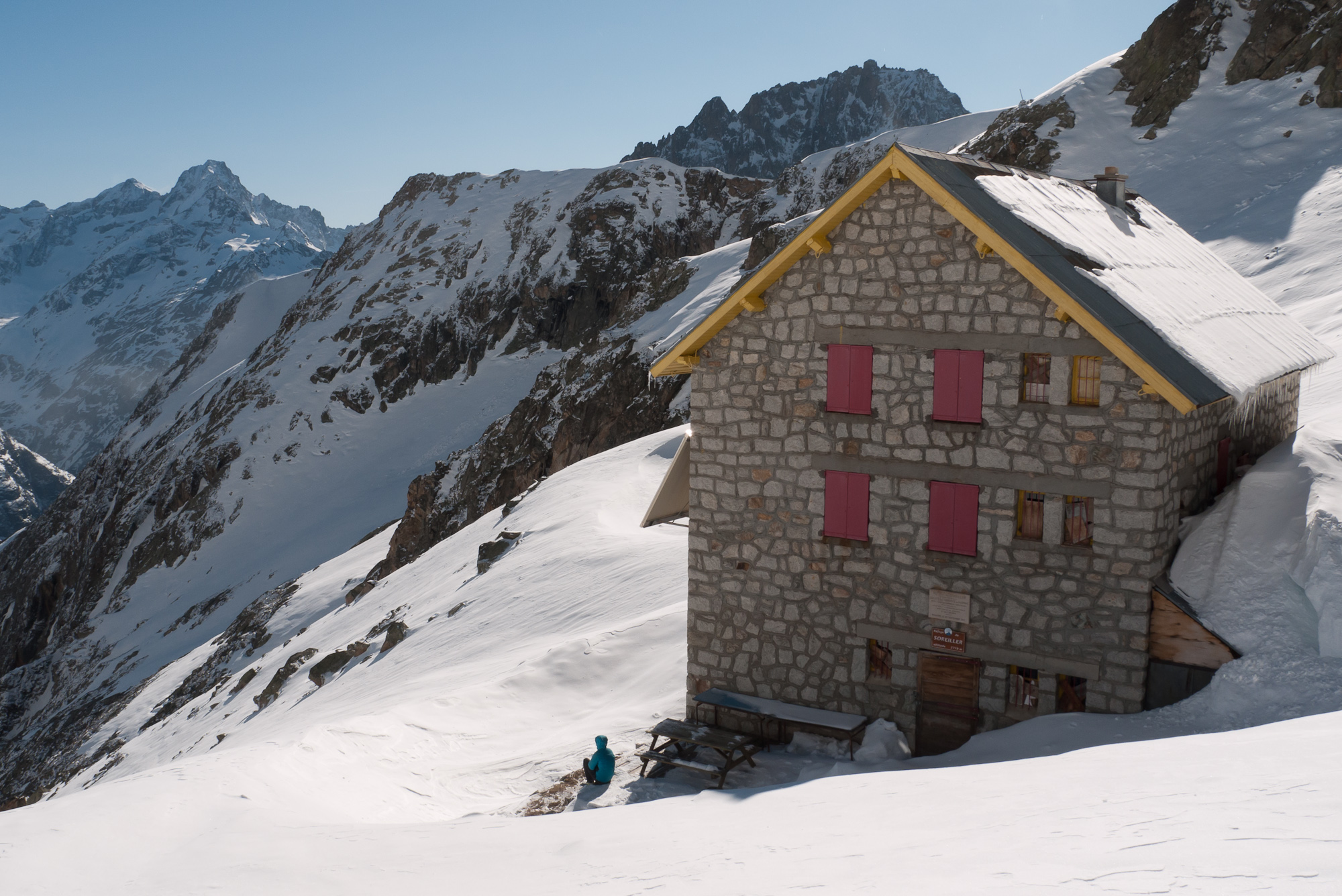
Le refuge du Soreiller, dans le massif des Écrins, en 2013.

L'article premier de son annuaire de 1876 décrit que la Société se propose d'étudier exclusivement les Alpes dauphinoises, soit au point de vue scientifique, soit au point de vue des excursions qu'elle organisera. En 1896, paraît le guide des porteurs et muletiers de la Société qui décrit l'ensemble des courses en montagne organisées ainsi que leurs modalités pratiques.
La STD est la première association alpine à construire un refuge en France avec le refuge de Belledonne bâti au niveau du lac de Belledonne. Ce refuge est en ruine depuis la Première Guerre mondiale.
Au début du XXIe siècle, la STD gère cinq refuges : Jean Collet dans la chaîne de Belledonne, La Fare dans les Grandes Rousses, ainsi que ceux d'Adèle Planchard, de la Selle et du Soreiller dans les Écrins.

## Personnalités liées à la STD

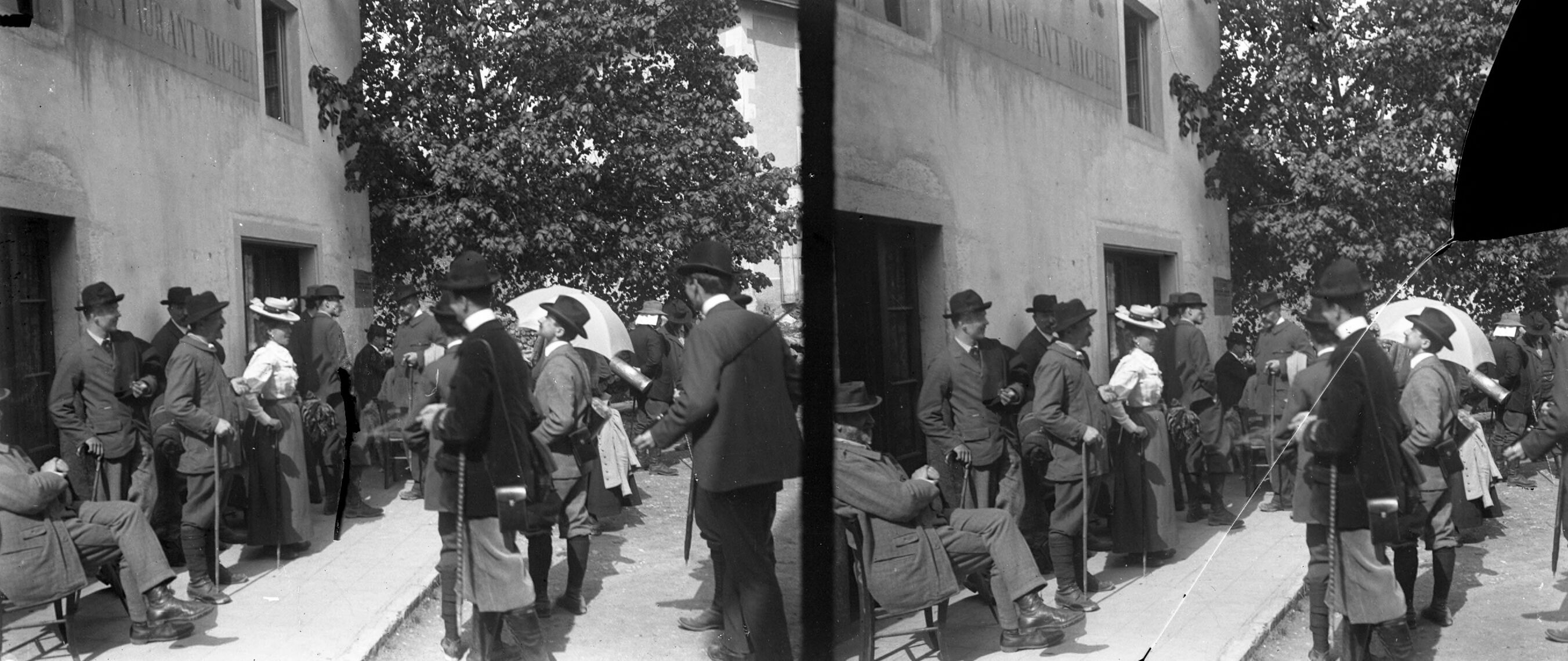
Groupe de la Société des touristes photographié à Montaud par Henri Ferrand.

L'abbé Laurent Guétal (1841-1892), peintre paysagiste dauphinois et Henri Ferrand, géographe comptent parmi les premiers adhérents de la STD.